# Dexia varivittata
Dexia varivittata är en tvåvingeart som beskrevs av Charles Howard Curran 1927. Dexia varivittata ingår i släktet Dexia och familjen parasitflugor. Inga underarter finns listade i Catalogue of Life.